# Кравченко Людмила Олександрівна
Людмила Олександрівна Кравченко (нар. 26 червня 1973, м. Лубни Полтавська область, УРСР, СРСР) — український мовознавець, кандидат філологічних наук, доцент кафедри української мови та прикладної лінгвістики Інституту філології Київського національного університету імені Тараса Шевченка, член Національної комісії зі стандартів державної мови та Міжвідомчої робочої групи з питань реалізації Концепції розвитку українську мови, культури та виховання історичної пам'яті у жителів міста Києва на 2015-2020 роки. У коло наукових інтересів входить: ономастика, лексикологія, словотвір, морфологія, парадигмологія, стилістика, соціолінгвістика, культура мовлення.

## Життєпис
Людмила Кравченко народилася 26 червня 1973 року в місті Лубни Полтавської області.
У 1996 році закінчила філологічний факультет Донецького державного університету за спеціальністю «Українська мова та література» та отримала кваліфікацію спеціаліста «Філолог. Викладач української мови та літератури» (диплом із відзнакою, денна форма навчання).
Навчалася в аспірантурі Київського національного університету імені Тараса Шевченка на кафедрі сучасної української мови Інституту філології у 1998–2002 роках.
У 2002 році захистила кандидатську дисертацію на тему «Антропонімія Лубенщини» зі спеціальності 10.02.01 – українська мова.
З 2002 року працює викладачем, а з 2008 року — доцентом кафедри сучасної української мови Інституту філології Київського національного університету імені Тараса Шевченка.
У серпні 2019 року увійшла до складу Національної комісії зі стандартів державної мови.

## Публікації[5]
Навчальні підручники та посібники
- Українська ономастика. Антропоніміка: навчальний посібник. – Київ: Знання, 2014. – 239 с. ISBN 978-966-346-736-8
- Сучасна українська мова: Лексикологія. Фонетика: підручник / відп. ред. А. К. Мойсієнко; Київ. нац. ун‑т ім. Т. Шевченка. – К.: Знання, 2013. – (Університетський підручник) – С. 95 – 106; С. 125 – 146; С. 158 – 185. Співавтор (59 с.).
- Сучасна українська літературна мова: Лексикологія. Фонетика: підручник / А. К. Мойсієнко, О. В. Бас‑Кононенко, В. В. Бондаренко та ін. – К.: Знання, 2010. – 270 с. Співавтор (16 с.: С. 87 – 94, 112 – 119).

Наукові статті, монографії
- Прізвища Лубенщини. Монографія. – К.: Факт, 2004. – 198 с.
- Словотвір прізвищ Лубенщини. Мовознавство: Науково-теоретичний журнал. – 2004. – N1. – С.69-75.
- До питання класифікації розмовно-побутових варіантів імен // Актуальні питання антропоніміки – К.: «Академперіодика» НАН України, 2005. – С. 130 – 137.
- Лексична база прізвищ українців Полтавщини. Проблеми семантики, прагматики та когнітивної лінгвістики: збірник наукових праць / відп. ред.: Н. М. Корбозерова; Київський нац. ун-т ім. Т. Шевченка. – Київ : Логос, 2006. - Вип.14 : . – 2008. – С. 251-260.
- Прізвищева система центральної частини України// Beiträ Europäischen Slavistischen Linguistik (Polyslav 11). – München, 2008. – Band – P. 108 – 116.
- Українські прізвиська як неофіційні іменування особи // Beiträge der Europäischen Slavistischen Linguitik (Polyslav 12). – Band – München – Berlin, 2009. – Р. 69 – 76.
- Сучасні індивідуальні та вуличні прізвиська як частина українського антропонімікону. Проблеми семантики слова, речення та тексту: збірник наукових праць / відп. ред.: Н. М. Корбозерова. – Київ: Київський нац. лінгвістичний ун-т. - Вип.22:. – 2009. – С. 160-170.
- Неофіційні іменування осіб у селах України // Beiträge der Europäischen Slavistischen Linguitik (Polyslav 13). – Band – München – Berlin, 2010. – Р.83 – 91.
- Антропонімна система одного села Південно-Східної України // Вісник Прикарпатського національного університету імені Василя Стефаника. Філологія: зб. наук. пр./ гол. редакційної ради В. В. Ґрещук, гол. редколегії В. Г. Матвіїшин. – Випуск ХХІХ–ХХХІ. – Івано-франківськ: Видавництво Прикарпатського національного університету, 2011. – С.276–282.
- Патроніми в українських говірках (іменування синів) // Вісник Львівського університету. Серія філологічна. Вип.56. Ч.1. / гол. ред. Т. Салига, відп. ред. Л. Осташ. 2012
- Імена українців Центральної Донеччини [рецензія на монографію: Буга Т.В. Динаміка особових імен Центральної Донеччини (кінець XIX – початок XXI ст.), Донецьк, 2013]. Інститут філології Української мови та прикладної лінгвістики. Українське мовознавство. Міжвідомчий науковий збірник. т.44 c.166-168. 2014
- Адукацыйная грамада на абароне дзяржаўнай мовы // Зборнік матэрыялаў Міжнароднай навукова-практычнай канферэнцыі “Моўныя правы і іх абарона”, Мінск, 2015 г. Т. 1 – С.69 – 81.
- Лексична база позивних українських бійців – учасників озброєного конфлікту на сході України в 2014 р.// Тенденції розвитку української лексики та граматики. Ч.II / за ред. Ірини Кононенко, Ірени Митник, Світлани Романюк. – Варшава – Івано‑Франківськ, 2015. – С. 224 – 237.
- Лексична база позивних українських бійців – учасників озброєного конфлікту на сході України в 2014 р. Тенденції розвитку української лексики та граматики. c.224-237. 2015
- Мовна поведінка та мовні уподобання київського студентства. Доповідь на круглому столі «Мова як чинник єднання суспільства». 2015.[недоступне посилання з листопадаа 2019]
- Проблеми нових номінацій як наслідок мовної політики та мовної ситуації України // Ukrajinistika – minulost, přítomnost a budoucnost III : jazyk = Ukrajinìstyka – mynule, sučane, majbutnje III : mova / editoři: Halyna Myronova, Oxana Čmelíková (Gazdošová), Petr Kalina, Krystyna Kuznietsova, Ihor Shysterov. – Brno :Jan Sojnek – Galium, 2015. – C. 263 – 270.
- Українська мова в Україні за останні 25 років. Інститут філології Української мови та прикладної лінгвістики. Українське мовознавство. Міжвідомчий науковий збірник. c.80-90. 2016
- Фольклор як скарбниця української лексики і як засіб популяризації української мови серед молоді. Україністика і слов'янський світ. Видавничо-поліграфічний центр «Київський університет». 2017. ст. 169-182
- Партіоніми України (структурний та лексико-семантичний аспекти). Мовні та концептуальні картини світу. К.: ВПЦ «Київський університет». 2017.
- Перейменування сучасних українських ойконімів. Інститут філології Української мови та прикладної лінгвістики. Українське мовознавство. Міжвідомчий науковий збірник. c.135-151. 2018.